# Chiesa dei Santi Filippo e Giacomo (Mori, Italia)
La chiesa dei Santi Filippo e Giacomo è la parrocchiale a Pannone, frazione di Mori in Trentino. Fa parte della zona pastorale della Vallagarina dell'arcidiocesi di Trento e risale al XVI secolo.

## Storia

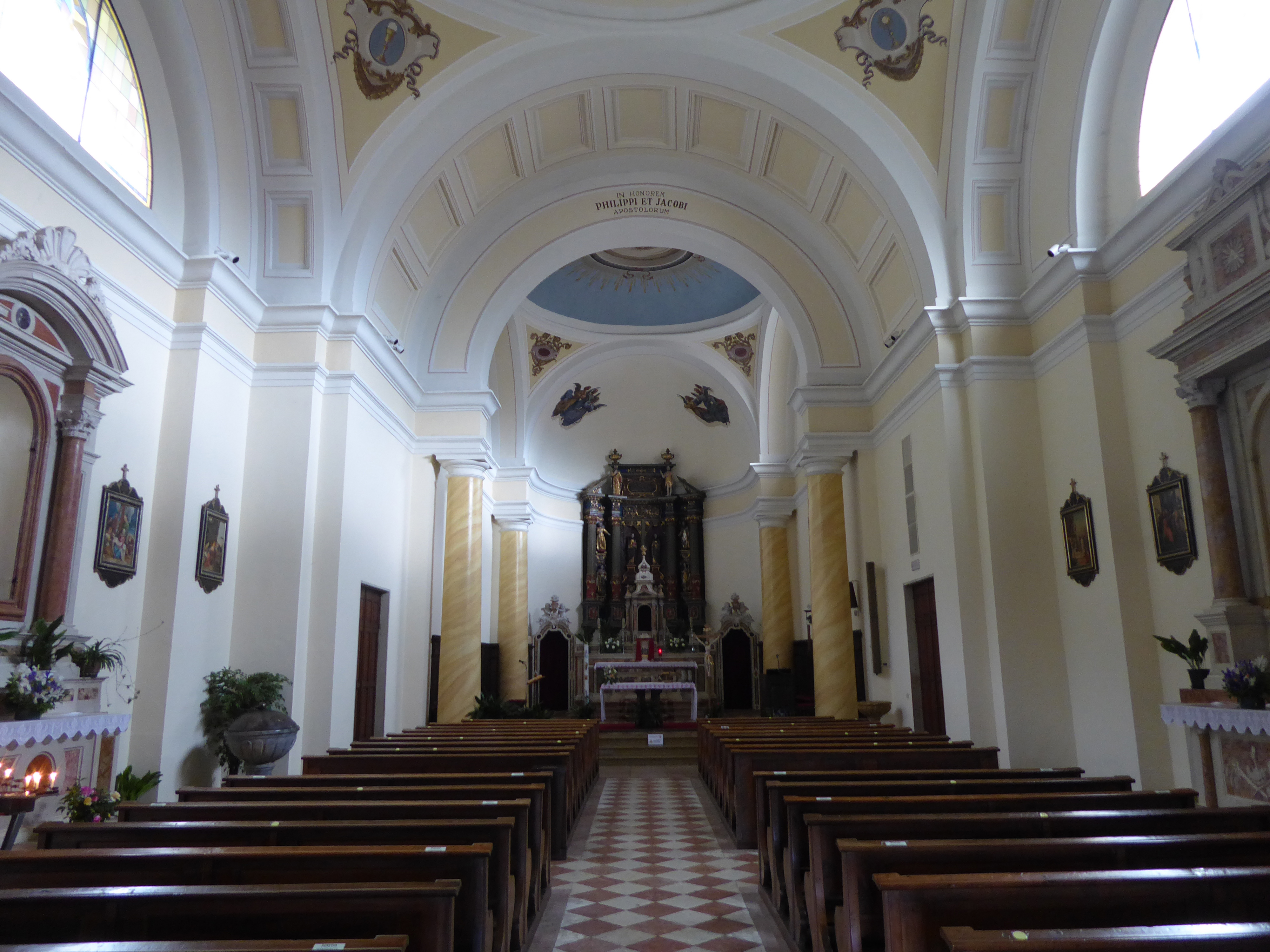
Interno

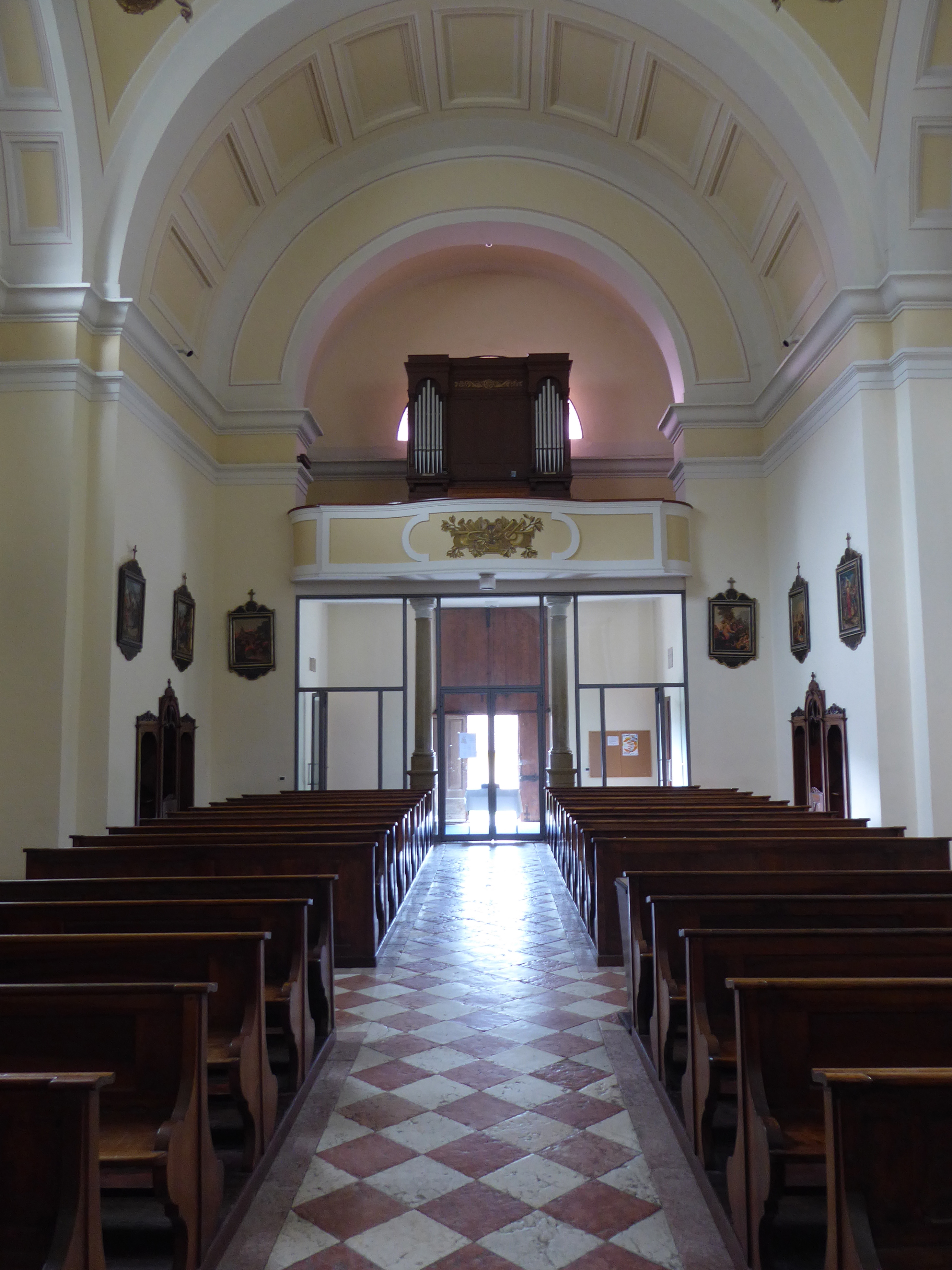
Controfacciata e cantoria con organo a canne Mascioni

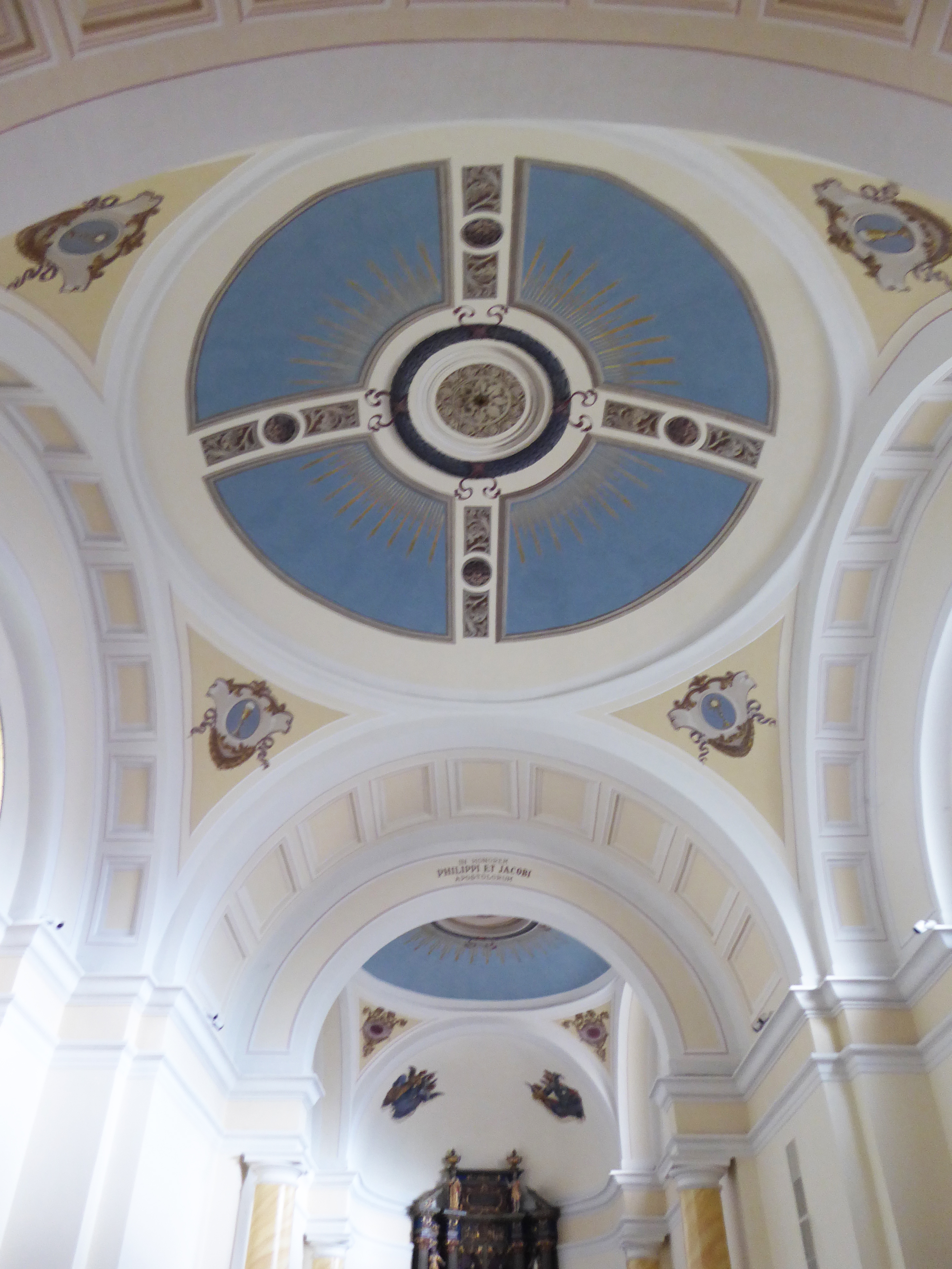
Volta della sala

I primi riferimenti storici alla chiesa di Pannone, ricavati da una visita pastorale del 1537, citano un edificio sacro costruito nella parte centrale del paese, anche se in seguito tale costruzione deve essere stata demolita o modifica in modo notevole. La costruzione (o ricostruzione con ampliamento) della chiesa che ci è pervenuta è stata realizzata verso la fine del secolo, e l'anno 1579 inciso su una targa all'ingresso dell'edificio fanno risalire i lavori a tale momento.
La solenne consacrazione venne celebrata nel 1620. Ottenne dignità curiaziale, sussidiaria della pieve di Gardumo, nel 1756.
A partire dalla metà del XIX secolo a Pannone venne edificato un nuovo luogo di culto, su un sito diverso da quello scelto per la prima chiesa, e i lavori furono conclusi nel 1866. Nel 1867 venne benedetto e la solenne consacrazione fu celebrata nel 1881.
Dopo il primo conflitto mondiale fu necessario riparare i danni bellici, perché Pannone si era trovato sul fronte italo-austriaco. Venne ricostruita la volta presbiteriale distrutta ma non in muratura come in precedenza bensì con materiali diversi, come legno e malta impastata con paglia. Alla fine della ricostruzione le parti rinnovate vennero decorate con dipinti da Francesco Giustiniani. Ottenne dignità di chiesa parrocchiale nel 1959.
Negli anni sessanta furono rinnovate le grandi vetrate e la chiesa fu dotata di un organo a canne Mascioni del 1928 e qui trasferito da Milano. Venne inoltre realizzato l'adeguamento liturgico. Verso la fine del secolo iniziò un ciclo di restauri conclusosi nel 2005. Furono riviste le strutture della copertura, rifatti intonaci e tinteggiature, adeguati gli impianti, restaurati gli arredi e messe in atto misure contro le infiltrazioni di umidità. Dopo il crollo di parte dell'intonaco nella zona presbiteriale nel 2014 è stato necessario progettare un intervento di restauro che è stato approvato durante lo stesso anno.

## Descrizione

### Esterni
Il luogo di culto si trova sulla via per Gresta leggermente decentrata rispetto all'abitato di Pannone e mostra orientamento verso nord-est. La facciata neoclassica ha il portale architravato sovrastato in asse dalla grande finestra a lunetta che porta luce alla sala e si conclude con il grande frontone triangolare. La torre campanaria si trova alla sinistra dell'edificio e la sua cella si apre con 4 finestre a monofora.

### Interni
La navata interna è unica. In controfacciata si trova la cantoria con l'organo. Il presbiterio è leggermente elevato. La volta centrale è arricchita di decorazioni realizzate nel 1922 da Francesco Giustiniani.